# Nicolae Voinov
Nicolae Voinov (n. 1834, Focșani – d. 28 mai 1899, București) a fost un politician și ministru român.